# Diomede Sotere
Diomede Sotere (o Diodoto (greco: Διομήδης ὁ Σωτήρ; l'epiteto significa "il Salvatore"; fl. II secolo a.C.) è stato un re indo-greco e possibile pretendente re greco-battriano che potrebbe aver tentato di riconquistare le terre a nord dell'Hindu Kush.
I luoghi in cui sono state rinvenute le sue monete sembrano indicare che il suo dominio fosse basato nell'area del Paropamisadae, forse con domini temporanei più a est. A giudicare dai loro ritratti simili e dai molti monogrammi sovrapposti, il giovane Diomede sembra essere stato l'erede (e probabilmente un parente) di Filosseno, l'ultimo re a governare prima che il regno di Menandro I si frammentasse definitivamente.

## Epoca di regno
Bopearachchi data Diomede al 95-90 a.C. circa e R. C. Senior al 115-105 a.C. circa.

## Monetazione
Diomede, nato Diodoto o regnante come tale, forse erroneamente etichettato nella legenda come Diomede, è raffigurato con i Dioscuri sulle sue monete, a cavallo o in piedi; entrambi i tipi erano stati usati in precedenza da Eucratide il Grande, il che suggerisce fortemente una somiglianza con la dinastia di Diodoto, e supporta ulteriormente l'argomento del suo nome errato. È tuttavia incerto come i due fossero collegati, dal momento che Eucratide I morì molto prima di Diomede.
Diomede coniò sia monete di tipo attico (stile greco-battriano, con la sola legenda greca), sia monete bilingui (con greco e kharoshthi), indicando che governava nella parte occidentale del territorio indo-greco.
Si conosce una sovrascrittura di una moneta di Stratone e Agatoclea, figlio e moglie di Menandro I, che significa che probabilmente Diomede si contendeva con questi ultimi il controllo dell'area indiana.